# Hannelore Hoger
Hannelore Hoger, née à Hambourg (Allemagne) le 20 août 1942 et morte le 21 décembre 2024, est une actrice et réalisatrice allemande.

## Biographie
Le père d'Hannelore Hoger était acteur et metteur en scène au Théâtre Ohnsorg de Hambourg, sa mère était couturière. Elle a deux sœurs et un frère.
Hannelore Hoger s’est fait connaître grâce à sa collaboration avec l'écrivain, réalisateur et producteur de cinéma Alexander Kluge (influencé par l’école de Francfort) : Les Artistes sous les chapiteaux : Perplexes (1968), L'Allemagne en automne (1977).
Elle a une fille, l'actrice Nina Hoger née en 1961 , dont le père est l'acteur Norbert Ecker.

## Carrière

### Art dramatique
À 14 ans, elle obtient son premier rôle. Un an plus tard, elle décide de devenir actrice.
Elle commence sa formation d’actrice à l'Université de Musique et de Théâtre de Hambourg en 1958. Depuis 1961, elle monte sur scène à Ulm, Brême, Stuttgart, Cologne, Berlin et Hambourg. Sa collaboration avec Augusto Fernandes (directeur de théâtre à Buenos Aires) fut pour elle une très riche expérience tout comme ses leçons chez Lee Strasberg.
En 1965, elle fait sa première apparition à la télévision et en 1968 au cinéma.
Hannelore Hoger s'est fait connaître du grand public dans le rôle de la commissaire Bella Block sur ZDF. La série a été filmée et diffusée à intervalles irréguliers dès 1993 afin de se démarquer d’une « production hebdomadaire ». En 2015, la série policière compte 36 épisodes.
Elle a pu prouver son talent d’humoriste dans la comédie « Rossini » de Helmut Dietl où elle incarne la « journaliste à potins » Charlotte Sanders.

### Metteur en scène
Depuis les années 1980, Hannelore Hoger a également mis en scène des pièces de Franz Xaver Kroetz (Stallerhof) au théâtre de Bochum, de Friedrich Hebels (Marie-Madelaine, tragédie en trois actes) au Théâtre d’État de Darmstadt, de Thomas Bernhard (Am Ziel/Au but) et de Frank Wedekind (L'Éveil du Printemps) au Theater in der Josefstadt.

### Engagement social
Hannelore Hoger met sa popularité au service de préoccupations sociales telle la campagne du ministère fédéral de la famille (Allemagne) « Hinsehen. Handeln. Helfen! », contre la violence sexuelle sur les enfants (avril 2004 à février 2005).
En 2003, elle a également participé à une campagne allemande de lutte contre le cancer, pour le dépistage précoce du cancer du sein par mammographie.
Depuis 2007, elle est la marraine de la campagne « Jede Oma zählt » (chaque grand-mère compte) de l'organisation d'aide Helpage qui développe des projets d'aide en faveur des personnes âgées dans les pays en voie de développement .

## Filmographie partielle

### Au cinéma
- 1968: Les Artistes sous les chapiteaux : Perplexes d’Alexander Kluge: Leni Peickert
- 1975: L'Honneur perdu de Katharina Blum de Volker Schlöndorff et Margarethe von Trotta: Trude Blorna
- 1976: L'Homme à tout faire de Thomas Koerfer: Klara
- 1978: L'Allemagne en automne d’Alexander Kluge: Gabi Teichert
- 1997: Rossini – oder die mörderische Frage, wer mit wem schlief (comédie) de Helmut Dietl: Charlotte Sanders
- 2010: Henri 4 de Jo Baier: Catherine de Medicis
- 2015: Heidi d’Alain Gsponer: La grand-mère
- 2020: Lang lebe die Königin de Richard Huber

### À la télévision
- 1973: Bauern, Bonzen und Bomben (4 épisodes): Elise Tredup
- 1979: Tatort: Mitternacht, oder kurz danach: Mme Pless
- 1979: Tatort: Schweigegeld: Ira Storck
- 1988: Die Bertinis (5 épisodes)
- 1991: Derrick: Ein Tod auf dem Hinterhof (La fin d’un beau roman): Doris Mundt
- 1991: Le Renard: Chacun pour soi (Ganz für sich allein): Luise Hildebrandt
- 1992: Le Renard: La mort n’est pas une fin (Der Tod ist kein End): Suzanne Filtscher
- 1992: Tatort: Unversöhnlich: Dorothea Joest
- 1992: Heimat 2 : Chronique d'une jeunesse d'Edgar Reitz (10 épisodes): Elisabeth Cerphal
- 1994-2018: Bella Block (38 épisodes): Bella Block
- 1993: Derrick: Langsamer Walzer (La valse lente): Mme Lubeck
- 1993: Un cas pour deux: Un aller pour le ciel (Ticket zum Himmel): Mme Wieland
- 1993: Le Renard: Le tueur de la pleine lune (Vollmondmörder) : Gabriele Sonntag
- 1994: Derrick: Eine Endstation (Fin du voyage): Berta Sänger
- 1996-1997: Die Drei (27 épisodes): Charlotte Burg
- 2016: Hotel Heidelberg (6 épisodes): Hermine Kramer

## Distinctions et honneurs
- 1975 : Actrice de l’année pour la revue théâtrale Theater heute
- 1987 : Goldener Gong (prix de la revue télévisée allemande Gong) pour son interprétation dans Die Bertinis
- 1989 : Deutscher Darstellerpreis (Prix de l’Acteur Allemand). Le symbole est un bronze coulé à partir des chaussures originales de Charlie Chaplin
- 1994 : Le prix Adolf Grimm pour Bella Block (avec Max Färberböck)
- 1996 : Le Lion d’Or de RTL, catégorie Meilleure Actrice [8]
- 1996 : Le Bayerischer Fernsehpreis (Prix de la Télévision Bavaroise), catégorie meilleure actrice, pour Bella Block
- 1998 : La Goldene Kamera (la caméra d’or) pour Bella Block
- 2001 : Le prix Helmut Käutner
- 2001 : La médaille Biermann Ratjen (prix culturel de la ville de Hambourg)
- 2002 : Le Prix du jury Robert Geisendörfer [9]
- 2012 : Le Prix Adolf Grimme[10]
- 2012 : Une étoile sur le Boulevard des Stars de Berlin
- 2013 : Hessischer Film- und Kinopreis (Prix du Film et du Cinéma de Hesse)